# Evangelistriakyrkan, Kypseli
Evangelistriakyrkan (grekiska: Ναός Ευαγγελίστριας) är en grekisk-ortodox kyrkobyggnad belägen i Kypseli, på ön Egina strax utanför staden Aten, i Grekland.

## Historik
Evangelistriakyrkan började byggas år 1840 och avslutades 1845. Andra källor uppger dock att kyrkan ska ha byggts 1875-1880 och 1887.